# Перманганат кальция
Перманганат кальция — неорганическое соединение,
соль кальция и марганцовой кислоты с формулой Ca(MnO4)2,
хорошо растворяется в воде,
образует кристаллогидраты — пурпурные кристаллы.

## Получение
- Реакция оксида кальция и оксида марганца:

{\displaystyle {\mathsf {CaO+Mn_{2}O_{7}\ {\xrightarrow {}}\ Ca(MnO_{4})_{2}}}}
- Электролиз растворов манганатов щелочных металлов и хлорида кальция.

## Физические свойства
Перманганат кальция образует кристаллы.
Хорошо растворяется в воде.
Образует кристаллогидрат состава Ca(MnO4)2•4H2O,
ромбическая сингония,
пространственная группа P ccn,
параметры ячейки a = 1,39791 нм, b = 0,55404 нм, c = 1,33908 нм, Z = 4 
.

## Применение
Окислитель и дезинфицирующее средство, используется при крашении, в органическом синтезе, для очистки воды, для отбеливания бумажной массы и как окислитель перекиси водорода в ЖРД.